# 2-硝基肉桂醛
2-硝基肉桂醛是一种有机化合物，化学式为C9H7NO3，它是肉桂醛邻位氢被硝基取代的产物。它可由2-硝基苯甲醛和乙醛在碱性条件下反应制得。它催化加氢，可以得到1,2,3,4-四氢喹啉。